# Hristo Zlatinski
Hristo Evtimov Zlatinski (în bulgară Христо Евтимов Златински; n. 22 ianuarie 1985, Goțe Delcev, Blagoevgrad, Bulgaria) este un fotbalist bulgar de etnie macedoneană, care în prezent joacă ca mijlocaș pentru clubul FCSB din SuperLiga României.

## Cariera
Zlatinski și-a început cariera în orașul său natal, Blagoevgrad la echipa locală Pirin. În 2005 a fost transferat de Lokomotiv Plovdiv. Timp de doi ani în Plovdiv a jucat în 46 de meciuri și a marcat 4 goluri. În această perioadă Zlatinski a jucat, de asemenea, pentru naționala under-21 a Bulgariei. În iunie 2007, el a semnat pentru trei ani cu Lokomotiv Sofia.
În 2010 Zlatinski a revenit la Lokomotiv Plovdiv.
La 18 iunie 2013 a ajuns la campioana bulgarei Ludogorets Razgrad. În timpul sezonului 2013/2014 din Europa League, a marcat două goluri cu șuturi de la mare distanță - în victoria scor 1:0 cu Cernomoreț Odessa și pe 27 februarie 2014, într-un egal scor 3:3 cu S. S. Lazio. El a devenit al treilea căpitan  al echipei și unul dintre liderii din vestiar. Pe parcursul întregului sezon Zlatinski a marcat 12 goluri în toate competițiile.

## Carieră internațională
Zlatinski a fost convocat pentru prima dată la naționala Bulgariei în octombrie 2011 în mandatul lui Mihail Madanski. Pe 7 octombrie și-a făcut debutul pentru Bulgaria într-un amical pierdut în fața Ucrainei, scor 3-0.

## Viața personală
El este căsătorit cu Vania. Ei au doi copii - o fiică pe nume Elia și un fiu Christian.

## Echipa națională
| Bulgaria | Bulgaria | Bulgaria |
| An       | Meciuri  | Goluri   |
| -------- | -------- | -------- |
| 2011     | 1        | 0        |
| 2012     | 3        | 0        |
| 2013     | 4        | 0        |
| 2014     | 2        | 0        |
| 2015     | 2        | 0        |
| Total    | 12       | 0        |

## Titluri
Ludogorets
- Prima Ligă Bulgară (2): 2013-14, 2014-15
- Cupa Bulgariei (1): 2013-14
- Supercupa Bulgariei (1): 2014

Universitatea Craiova
- Cupa României: 2017-18